# Balada (música)

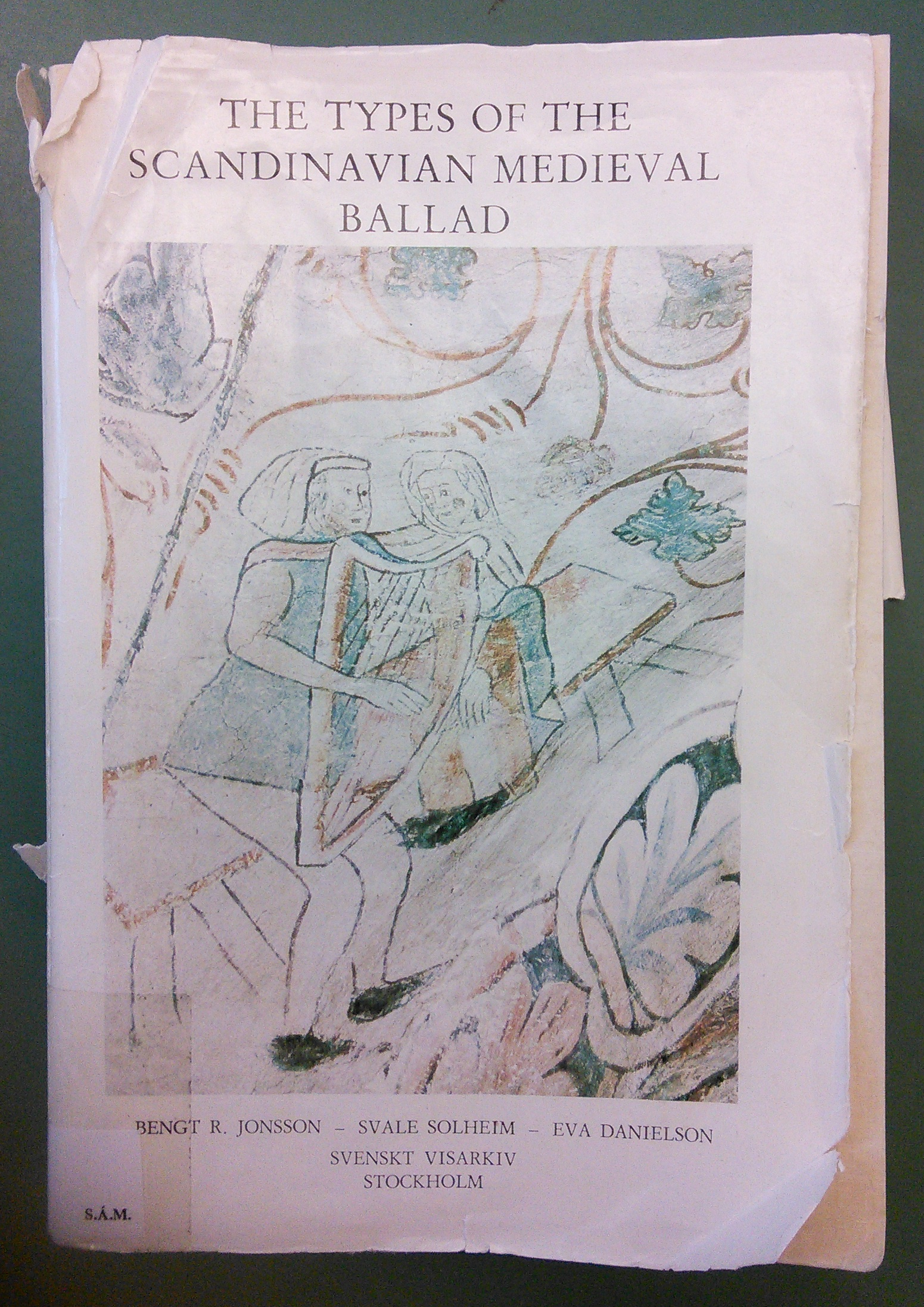
Portada de "The Types of the Scandinavian Medieval Ballad: A Descriptive Catalogue"

El término balada se ha utilizado de formas muy diferentes en la historia de la música.

## SiglosXIVyXV
En los siglos XIV y XV, la palabra francesa ballade designaba un tipo de canción, habitualmente con tres estrofas de siete u ocho versos, de los cuales el último servía como estribillo. La forma musical era la denominada "forma bar" (AAB): la melodía de los dos primeros versos se repetía en el tercero y cuarto; el resto se cantaban con melodía diferente. Las ballades eran habitualmente polifónicas, a dos o, con más frecuencia, tres voces: la voz superior (cantus) era la melodía principal; las otras voces podían ser cantadas o interpretadas con instrumentos.

## SigloXIV
En Italia, en el Trecento (siglo XIV), el término ballata designaba un tipo diferente de canción, similar al virelay francés: un estribillo alternaba con estrofas divididas en dos secciones: la primera repetía dos veces una melodía, con final abierto y cerrado; la segunda se cantaba con la melodía del estribillo.

## SigloXIX
En el siglo XIX, el título fue dado por Frédéric Chopin a cuatro importantes obras a gran escala para piano (Opus 23, 38, 47 y 52), la primera aplicación significativa del término en la música instrumental. Subsecuentemente otros compositores han usado el título para sus obras para piano: Johannes Brahms (la tercera de sus Klavierstücke opus 118, y las cuatro del opus 10), Edvard Grieg (opus 24, un conjunto de variaciones), Franz Liszt (que escribió dos) y Gabriel Fauré (opus 19, posteriormente arreglada para piano y orquesta). Sin embargo, hay que destacar que también se han escrito baladas para otros instrumentos.

## SigloXX
Desde mediados del siglo XX el término balada comenzó a referirse en la música popular a un tipo de composición corta con letra e interpretación generalmente romántica, que habla de amores, despechos, reconciliaciones y distanciamientos, todo con un ritmo suave, lento y agradable al oído, llamado balada romántica general y tradicionalmente en compás de 4/4 y 6/8.
- Datos: Q116690558